# Hôtel de Nocé
L’hôtel de Nocé ou hôtel d'Orcy est un ancien hôtel particulier, situé au no 26, place Vendôme, dans le 1er arrondissement de Paris.
Construit à partir de 1717, pour Charles de Nocé, par l'architecte Germain Boffrand, l’hôtel passe notamment au marquis de Fontanieu, à Jean-Baptiste-François Gigot d'Orcy, et à Marc-Antoine Chaise.
Des locataires célèbres y résident, notamment la comtesse Virginia de Castiglione et le comédien Lucien Guitry, père de Sacha.
Il abrite, depuis 1893, les boutiques des joailliers Boucheron et Qeelin. Il est également, depuis 2016, la pleine et entière propriété du groupe Kering, dont font partie les deux marques sus-citées.

## Situation
L’hôtel est situé au nord de la place, du côté de la rue de la Paix. Il est mitoyen de l’hôtel Boffrand au no 24, et de l’hôtel Gaillard de La Bouëxière au no 28.

## Historique

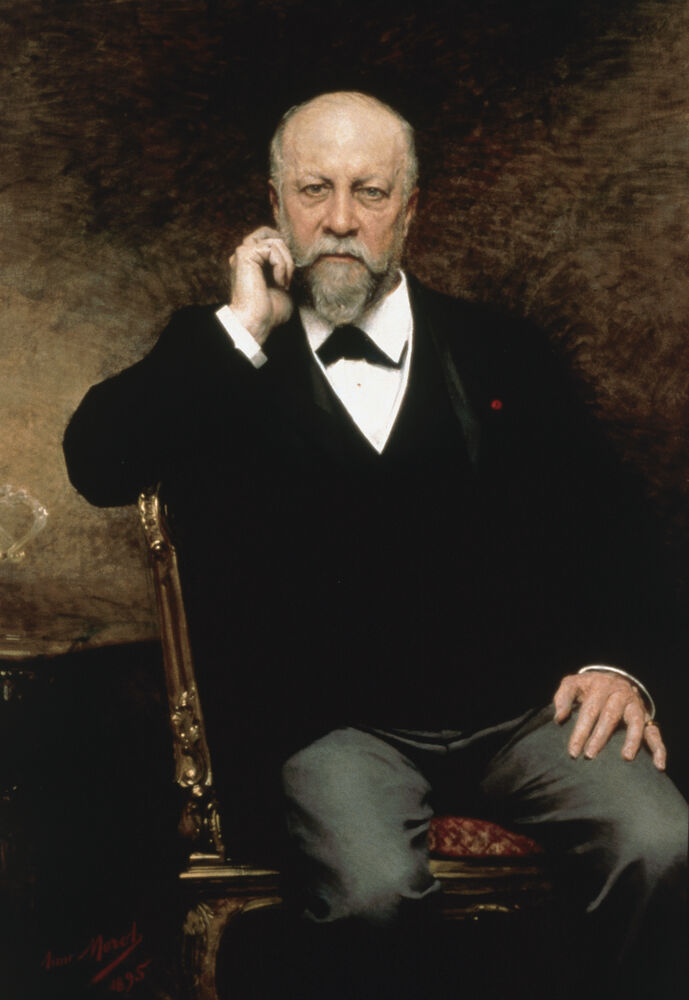
Frédéric Boucheron

Charles de Nocé, premier gentilhomme de la chambre du Régent, acquiert la parcelle à la fin de l’année 1716, et y fait construire, de 1717 à 1718, sa résidence parisienne, par l'architecte Germain Boffrand.
En 1720, ce dernier le vend à Gaspard Moïse Augustin, marquis de Fontanieu, contrôleur général du Garde-meuble de la Couronne, qui s’en sépare seulement deux ans plus tard.
En 1760, Jean Cottin, directeur de la compagnie française des Indes orientales, acquiert la bâtisse, qui est à nouveau vendue en 1782, par son fils, Jean-Louis Cottin de Guibeville, au minéralogiste  Jean-Baptiste-François Gigot d’Orcy. Ce dernier loue alors, l’hôtel Boffrand, voisin, afin d’y installer son important cabinet d’histoire naturelle.
Après la Révolution, en 1801, l’hôtel entre en possession du notaire Marc Collin, qui le revend au doreur et encadreur, Marc-Antoine Chaise, en 1814. Ce dernier le transforme alors, en immeuble de rapport, et plusieurs locataires célèbres y séjournent  jusqu’au début du XXe siècle, notamment le marquis de La Baume, l’ébéniste François Linke, le bottier Pietro Yantorny, et le comédien Lucien Guitry.
La locataire la plus célèbre est sans nuls doutes, la comtesse Virginia de Castiglione, maitresse de l’empereur Napoléon III, qui y vit cloitrée à l’entresol, de juin 1878 jusqu’en 1894.
En 1893, Frédéric Boucheron choisit ce prestigieux emplacement pour développer son commerce, et est le premier des joailliers à s’installer sur la place.
En 1895, la marque de cosmétique Klytia ouvre le premier institut de beauté au monde au premier étage de l'hôtel.
Encore aujourd’hui, l’hôtel est occupé par Boucheron, devenue une marque du groupe Kering qui n’acquiert la totalité de l’édifice qu’en 2016.
En 2017, l’hôtel est intégralement restauré sous la houlette de l’architecte des bâtiments de France, Michel Goutal et du décorateur Pierre-Yves Rochon. Les travaux visent à retrouver les volumes d'origines et à cette occasion, l'édifice se voit notamment doté d’un appartement occupant l’intégralité du deuxième étage, destiné à offrir un séjour familial aux meilleurs clients de Boucheron.

## Protection
L’hôtel est classé partiellement aux monuments historiques, pour ses façades et toitures par arrêté du 17 mai 1930.